# Jimmy Clanton
Jimmy Clanton (Baton Rouge, 2 september 1938) is een Amerikaanse zanger. Zijn band nam de hit Just a Dream op, die Clanton in 1958 had geschreven voor het label Ace Records. Het bereikte nummer vier in de Billboard-hitlijst en er werden een miljoen exemplaren van verkocht. Clanton trad op in Dick Clarks American Bandstand en toerde met populaire artiesten als Fats Domino, Jerry Lee Lewis en The Platters.

## Jeugd
Clanton formeerde als middelbare scholier zijn eerste band The Dixie Cats, later ook The Rockets genoemd.

## Carrière
Als een van de weinige blanke zangers die voortkwam uit de New Orleans r&b/rock-'n-roll-sound, reed hij op de top van de populaire tienermuziekgolf in de jaren 1950 en 1960. Zijn platen kwamen zeven keer in de Amerikaanse Top 40 terecht (allemaal uitgebracht bij Ace Records); zijn Top 10 platen waren Just a Dream (pop #4, r&b #1 in augustus 1958, toegeschreven aan Jimmy Clanton & His Rockets), Go, Jimmy, Go (piek op nummer vijf in begin 1960) en Venus in Blue Jeans (piek op nummer zeven op 6 oktober 1962, geschreven door Howard Greenfield en Jack Keller). In het begin van 1961 werd Clanton opgeroepen en bracht de volgende twee jaar door in het Amerikaanse leger, waar hij nog steeds hitsuccessen had met Don't Look at Me, Because I Do en de eerder genoemde Venus in Blue Jeans. Zijn enige hit in de UK Singles Chart was Another Sleepless Night, die in juli 1960 een week op nummer 50 stond.
Clanton speelde in de rock-'n-roll-film Go, Johnny, Go!, geproduceerd door Alan Freed en speelde later in Teenage Millionaire, met muziek die was gearrangeerd en geproduceerd door Dr. John en arrangeur/trompettist Charlie Miller. Tijdens de late jaren 1950 en vroege jaren 1960 werd Clanton gemanagd door Cosimo Matassa, de eigenaar en ingenieur van de opnamestudio in New Orleans. In mei 1960 kondigde Ace Records in Billboard aan dat Philadelphia de week van 16 mei had uitgeroepen tot 'Jimmy Clanton Week'.
In 1963 contracteerde American Bandstand Clanton voor Dick Clarks Caravan of Stars nationale Amerikaanse tournee, die gepland was om zijn 15e show te geven in de nacht van 22 november 1963 in het Memorial Auditorium in Dallas, totdat plotseling het vrijdagavondevenement werd geannuleerd kort nadat de Amerikaanse president John F. Kennedy 's middag werd vermoord terwijl hij door Dallas toerde in een open auto.
Clanton werd diskjockey bij WHEX in Columbia, tussen 1972 en 1976 en trad op in de oldiesrevue The Masters of Rock 'n' Roll in de jaren 1970, met Troy Shondell, Ray Peterson en Ronnie Dove. Hij had een religieuze bekering in augustus 1980. Op het Jazz Fest in New Orleans in 1995 trad Clanton op met Ray Charles, Chuck Berry en Frankie Ford.
Clanton werd ingewijd in het Museum of the Gulf Coast Hall of Fame, waar ook artiesten als Tex Ritter, Janis Joplin, ZZ Top en B.J. Thomas zijn opgenomen.
Op 14 april 2007, tijdens een Legends of Louisiana Celebration & Inductions concert in Mandeville, werd Jimmy Clanton opgenomen in de Louisiana Music Hall of Fame.

## Privéleven
Hij is sinds 8 december 1962 getrouwd met Roxanne Faye Edtmiller in de Verenigde Staten. Ze hebben drie kinderen.

## Discografie

### Singles
- 1958:	Just a Dream
- 1958:	A Letter to an Angel
- 1958:	A Part of Me
- 1959:	My Own True Love
- 1959:	Go, Jimmy, Go
- 1960:	Another Sleepless Night
- 1960:	Come Back
- 1960:	Wait
- 1960:	What am I Gonna Do
- 1962:	Venus in Blue Jeans
- 1962:	Darkest Street in Town
- 1963:	Red Don't Go with Blue
- 1969:	Curly

- Bibsys: 8055831
- Bibliothèque nationale de France: cb13892529d (data)
- Gemeinsame Normdatei: 138439826
- International Standard Name Identifier: 0000 0001 1600 9059
- Library of Congress Control Number: n95012715
- MusicBrainz: c5e05e09-cae4-47c5-b0b5-6dfcb5e35186
- Nationale Bibliotheek van Tsjechië: xx0215137
- SNAC: w6q85s1z
- Virtual International Authority File: 17407040
- WorldCat: E39PBJrKQVkmrp3bvDcmkXmcfq